# クム・ドンヒョン
クム・ドンヒョン（금동현、Keum Dong Hyun、2003年5月14日 - ）は、韓国の歌手、俳優である。C9エンターテイメント所属の男性アイドルグループ・EPEXのメンバーである。
CIX ・Wanna Oneのぺジニョン先輩が憧れ

## 略歴
- 2019年5月3日、C9エンターテイメントの研修生として1年10ヶ月間練習生活を送り、Mnet制作オーディション番組「PRODUCE X 101」に出演し、最終ランキング順位は14位。操作前の順位は8位である。[1]。
- 2020年、ウェブドラマ「不良に目をつけられた時 シーズン2」に出演し、俳優デビューを果たした[2]
- 2021年6月8日、EPEXのメンバーとしてデビューした[2]

## 作品

### 参加作品
| 発売日        | 楽曲                                 | 収録アルバム       | アーティスト  |
| ------------- | ------------------------------------ | ------------------ | ------------- |
| 2019年3月21日 | X1-MA                                | 지마 (X1-MA)       | PRODUCE X 101 |
| 2019年7月5日  | Super Special Girl                   | 31 Boys 5 Concepts | PRODUCE X 101 |
| 2019年7月20日 | To My World、꿈을 꾼다(Dream For You | FINAL              | PRODUCE X 101 |

## 出演

### テレビ番組
- PRODUCE X 101（2019年5月3日 - 7月19日、Mnet）
- Idol Live School（2021年7月21日、U+Idol Live）

### ウェブドラマ
- 不良に目をつけられた時 シーズン2（2020年、KOKTV）- カン・アフン役
- 不良に惚れた時（2021年、KOKTV）- カン・アフン役
- 君が落ちた世界（2022年）-シン・ハンセ役